# Le Maître du jeu (film, 2003)
Pour les articles homonymes, voir Le Maître du jeu.
Pour plus de détails, voir Fiche technique et Distribution.
Le Maître du jeu (Runaway Jury) est un film de procès américain réalisé par Gary Fleder, sorti en 2003. Il est librement inspiré du roman du même nom de John Grisham.

## Synopsis
Un matin d'octobre, à La Nouvelle-Orléans, Kevin Peltier — ancien employé mécontent — entre dans la société de courtage qui l'a renvoyé. Lourdement armé, il commet une fusillade et tue de nombreuses personnes. Parmi les douze victimes figure Jacob Wood, courtier de la société. Deux ans plus tard, sa veuve, Celeste, poursuit en justice l'entreprise d'armes Vicksburg Firearms, pour négligence grave ayant causé la mort de son mari, malgré le deuxième amendement de la Constitution des États-Unis qui autorise chaque citoyen à porter une arme.
La sélection du jury pour le procès civil commence. Alors que la cause de la plaignante est servie par un avocat pro bono nommé Wendell Rohr, la défense dispose d'une équipe d'avocats et de techniciens sans scrupules. En plus de l'avocat principal M. Cable, une équipe secrète est conduite par Rankin Fitch. Ce dernier est un spécialiste qui contrôle le déroulement du procès par des oreillettes et des caméras cachées portées par les membres de la défense. La défense est prête à tout pour éviter une victoire de la demandeuse, car cette victoire constituerait une jurisprudence défavorable dans les futurs procès contre des fabricants et vendeurs d'armes. Fitch dispose de plusieurs millions de dollars pour sa tâche, donnés par différents armuriers. Il a déjà supervisé d'autres procès pour des cas similaires.
La défense emploie des méthodes avancées pour connaître l'opinion des jurés sur les armes à feu et dresser des profils psychologiques, ce qui permet de savoir qui récuser. Le jury est formé, Nicholas Easter en fait partie. Ce dernier, aidé par sa compagne Marlee, a l'intention d'influencer le jury, de monnayer le verdict dix millions de dollars auprès de chaque partie. Il montre qu'il est capable d'influencer le jury. Marlee contacte à plusieurs reprises par téléphone Fitch et Rohr, et les rencontre personnellement.
Fitch envoie ses hommes enquêter sur eux et fouiller leur appartement. Devinant que le responsable du cambriolage est Fitch, Nicholas se venge en faisant renvoyer un juré favorable à Fitch. Devant cette situation inédite, l'équipe de Fitch se met à chercher des informations compromettantes qui permettent de faire du chantage aux jurés. Voyant la soudaine inquiétude de plusieurs jurés, Nicholas devine qu'ils sont menacés, il fait alors en sorte que le jury soit mis en isolement.
Fitch accepte finalement de payer Nicholas et Marlee. Rohr arrive à trouver la somme mais décide finalement de ne pas se compromettre. Un enquêteur de Fitch remonte une piste pour mieux connaître Nicholas et Marlee. Il finit par découvrir que la sœur de Marlee a été abattue dans son lycée lors d'une fusillade dix ans plus tôt, et que le procès intenté par la municipalité a échoué, notamment grâce à Fitch qui travaillait pour le défendant. Cette information parvient trop tard à Fitch, qui a déjà transféré les fonds.
Le jury condamne finalement l'armurier à payer un million pour préjudice moral et 110 millions de dommages et intérêts.

## Fiche technique
Sauf indication contraire, les informations mentionnées dans cette section peuvent être confirmées par les bases de données cinématographiques IMDb et Allociné,  présentes dans la section « Liens externes ».
- Titre français et québécois : Le Maître du jeu
- Titre original : Runaway Jury
- Réalisation : Gary Fleder
- Scénario : Brian Koppelman, David Levien, Rick Cleveland (en) et Matthew Chapman, d'après le roman de John Grisham
- Musique : Christopher Young
- Photographie : Robert Elswit
- Montage : William Steinkamp
- Production : Gary Fleder, Christopher Mankiewicz et Arnon Milchan
- Sociétés de production : New Regency Pictures (en) & Epsilon Motion Pictures
- Distribution : Twentieth Century Fox (États-Unis, Canada), UGC-Fox Distribution (France)
- Pays de production :  États-Unis
- Langue originale : anglais
- Format : couleurs - 2,35:1 - DTS / Dolby Digital / SDDS - 35 mm
- Genre : thriller, film de procès
- Budget : 60 000 000 $
- Durée : 127 minutes
- Dates de sortie[1] :
  - États-Unis : 9 octobre 2003 (avant-première)
  - États-Unis : 17 octobre 2003
  - Belgique, France, Suisse : 17 mars 2004
- Classification[2] :
  - États-Unis : PG-13
  - France : tous publics

## Distribution
- John Cusack (VF : Patrick Mancini ; VQ : Pierre Auger) : Nicholas Easter
- Gene Hackman (VF : Bernard Tiphaine ; VQ : Yvon Thiboutot) : Rankin Fitch
- Dustin Hoffman (VF : Dominique Collignon-Maurin ; VQ : Guy Nadon) : Wendell Rohr
- Rachel Weisz (VF : Françoise Cadol ; VQ : Linda Roy) : Marlee
- Cliff Curtis (VF : Joël Zaffarano ; VQ : Denis Roy) : Frank Herrera
- Luis Guzmán (VF : Marc Alfos ; VQ : Manuel Tadros) : Jerry Hernandez (non crédité)
- Bill Nunn (VF : Med Hondo ; VQ : Jean-François Beaupré) : Lonnie Shaver
- Bruce McGill (VF : Benoît Allemane ; VQ : Mario Desmarais) : le juge Harkin
- Joanna Going (VF : Danièle Douet ; VQ : Rafaëlle Leiris) : Celeste Wood
- Nick Searcy (VF : Jean-Claude de Goros ; VQ : Thiéry Dubé) : Doyle
- Jeremy Piven (VF : Philippe Vincent ; VQ : Patrice Dubois) : Lawrence Green
- Stanley Anderson (VF : Henri Poirier ; VQ : Yves Massicotte) : Henry Jankle
- Gerry Bamman (VF : Claude Brosset ; VQ : Jean-René Ouellet) : Herman Grimes
- Bruce Davison (VF : Marcel Guido ; VQ : Luis de Cespedes) : Durwood Cable
- Leland Orser (VF : Daniel Lafourcade ; VQ : Antoine Durand) : Lamb
- Nestor Serrano (VF : Michel Vigné ; VQ : Jean-Marie Moncelet) : Janovich
- Rusty Schwimmer (en) (VF : Denise Metmer) : 	Millie Dupree
- Juanita Jennings (en) (VF : Marie-Christine Darah) : Loreen Duke
- Nora Dunn (VQ : Élise Bertrand) : Stella Hulic
- Guy Torry (VQ : François Godin) : Eddie Weese
- Jennifer Beals (VQ : Isabelle Leyrolles) : Vanessa Lembeck
- Marguerite Moreau (VF : Catherine Le Hénan ; VQ : Nadia Paradis) : Amanda Monroe
- Celia Weston : Mme Brandt
- Dylan McDermott (VF : Bruno Choël ; VQ : Daniel Picard) : Jacob Woods (non crédité)

Légende : VF = version française et VQ = version québécoise

## Production
Le roman Le Maître du jeu de John Grisham est publié en 1996. Les droits d'adaptation sont rapidements vendus. Ils ont acheté dès août 1996 par Arnon Milchan avec Warner Bros. pour 8 millions de dollars, avec un droit de regard sur le prochain roman de l'écrivain. Joel Schumacher — qui déjà réalisé Le Client (1994) et Le Droit de tuer ? (1996) adaptés de l'auteur — est un temps lié au poste de réalisateur. Edward Norton, Gwyneth Paltrow et Sean Connery sont alors annoncés dans les rôles principaux. Cependant, Joel Schumacher quitte le projet en juillet 1997, suivi par les trois acteurs. Philip Kaufman sera approché. Alfonso Cuarón signe finalement en sepembre 1999. en raison du Tobacco Master Settlement Agreement (en) et du sujet du film Révélations (1999) de Michael Mann, Alfonso Cuarón et John Grisham travaillent avec le studio pour que dans le scénario la plaignante poursuive une société d'armes à feu plutôt qu'une société de tabac, comme dans le roman,. En 2001, Mike Newell est cette fois envisagé à la réalisation, avec Will Smith, mais le projet ne se fait pas,.
En mars 2002, Gary Fleder rejoint finalement le film comme réalisateur et producteur. Le mois suivant, John Cusack est annoncé dans le rôle principal. Gene Hackman et Dustin Hoffman le rejoignent en mai. Alors que Naomi Watts avait été envisagée, Rachel Weisz signe en juin. Le tournage débute en septembre 2002 à La Nouvelle-Orléans,. Il se déroule également dans d'autres villes de Louisiane comme Kenner, Jefferson Parish et Metairie.

## Musique
- Joyeux Anniversaire de Mildred Jane Hill et Patty Smith Hill.
- The Big Rock Candy Mountains (en) d'Harry McClintock.
- The Habanera de Georges Bizet.
- A Bitter Tree par David Baerwald (en).
- It's Your Thing par The Isley Brothers.
- Heart of Mine (en) par The Peter Malick Group et Norah Jones.
- When the Saints Go Marching In.

## Accueil
Le film totalise 49 443 628 dollars de recettes aux États-Unis et 80 154 140 dollars dans le monde, pour un budget d'environ 60 millions de dollars.

## Distinctions

### Récompense
- Nomination au prix Edgar-Allan-Poe du meilleur scénario en 2004.